# Eudialyt
Eudialyt (IMA-Symbol Eud) ist ein relativ selten vorkommendes Mineral aus der Mineralklasse der „Silikate und Germanate“ mit der chemischen Zusammensetzung Na15Ca6Fe3Zr3Si(Si25O73)(O,OH,H2O)3(Cl,OH)2 und ist damit ein komplexes Natrium-Calcium-Eisen-Zirkonium-Silikat. Strukturell gehört Eudialyt zu den Ringsilikaten.
Eudialyt kristallisiert im trigonalen Kristallsystem und entwickelt kurz- bis langprismatische oder rhomboedrische Kristalle von bis zu 10 cm Größe mit einem glasähnlichen Glanz auf den Oberflächen. Er kommt aber auch in Form unregelmäßiger und massiger Mineral-Aggregate und Spaltfüllungen vor. Das Mineral ist durchsichtig bis durchscheinend und von rosa bis rotvioletter, gelbbrauner oder grünlichgelber Farbe.

## Etymologie und Geschichte
Der Name Eudialyt setzt sich zusammen aus den griechischen Worten εὖ [eû] „gut, tüchtig“ bzw. als Präfix εὐ- [eu-] „gut-“ (verwandt mit dem mykenischen Präfix e-u-/eu̯-/, dem altindischen Präfix su- [bzw. vásu „gut“] und dem hethitischen Adjektiv assu- für jeweils „gut-“; ursprünglich aus *ἐσύ- [esú] bzw. *h1sú-) sowie διάλυτος, das wiederum zusammengesetzt ist aus διά „durch, wegen, auseinander“ (eventuell verwandt mit [δίς] „zweimal“ oder δύω [dúɔː] „zwei“) und λύω [lúɔː] „lösen“ (Etymologie ungeklärt).
Erstmals beschrieben wurde Eudialyt 1819 durch Friedrich Stromeyer, der das Mineral nach seiner besonderen Eigenschaft, leicht schmelzbar und säurelöslich zu sein, benannte. Als Typlokalität gilt der Illimaussaq-Komplex in Kitaa, Grönland.

## Klassifikation
Bereits in der veralteten 8. Auflage der Mineralsystematik nach Strunz gehörte der Eudialyt zur Mineralklasse der „Silikate und Germanate“ und dort zur Abteilung der „Ringsilikate (Cyclosilikate)“, wo er zusammen mit Calciokatapleiit (auch Calciumkatapleit) und Katapleiit (auch Katapleit) sowie im Anhang mit Jagoit die „Katapleit-Gruppe“ mit der System-Nr. VIII/C.03 bildete.
Im zuletzt 2018 überarbeiteten und aktualisierten Lapis-Mineralienverzeichnis nach Stefan Weiß, das sich aus Rücksicht auf private Sammler und institutionelle Sammlungen noch nach dieser alten Form der Systematik von Karl Hugo Strunz richtet, erhielt das Mineral die System- und Mineral-Nr. VIII/E.25-10. In der „Lapis-Systematik“ entspricht dies ebenfalls der Abteilung „Ringsilikate“, wo Eudialyt als Namensgeber die „Eudialytgruppe mit Neunerringen + Dreierringen“ und den weiteren Mitgliedern Alluaivit, Andrianovit, Aqualith, Carbokentbrooksit, Davinciit, Dualith, Feklichevit, Fengchengit, Ferrokentbrooksit, Georgbarsanovit, Golyshevit, Ikranit, Ilyukhinit, Johnsenit-(Ce), Kentbrooksit, Khomyakovit, Labyrinthit, Manganoeudialyt, Manganokhomyakovit, Mogovidit, Oneillit, Raslakit, Rastsvetaevit, Taseqit, Voronkovit und Zirsilit-(Ce) bildet.
Auch die von der International Mineralogical Association (IMA) zuletzt 2009 aktualisierte 9. Auflage der Strunz’schen Mineralsystematik ordnet den Eudialyt in die Abteilung der „Ringsilikate“ ein. Diese ist allerdings weiter unterteilt nach der Struktur der Silikatringe, so dass das Mineral entsprechend seinem Aufbau in der Unterabteilung „[Si9O27]18−-Neuner-Ringe“ zu finden ist, wo es ebenfalls namensgebend die „Eudialytgruppe“ mit der System-Nr. 9.CO.10 und den weiteren Mitgliedern Alluaivit, Andrianovit, Aqualith, Carbokentbrooksit, Dualith, Feklichevit, Ferrokentbrooksit, Georgbarsanovit, Golyshevit, Ikranit, Johnsenit-(Ce), Kentbrooksit, Khomyakovit, Labyrinthit, Manganokhomyakovit, Mogovidit, Oneillit, Raslakit, Rastsvetaevit, Taseqit, Voronkovit und Zirsilit-(Ce) bildet.
Die vorwiegend im englischen Sprachraum gebräuchliche Systematik der Minerale nach Dana ordnet den Eudialyt ebenfalls in die Klasse der „Silikate und Germanate“ und dort in die Abteilung der „Ringsilikate: Ringe mit anderen Anionen und insularen Silikatgruppen“ ein. Auch hier ist er als Namensgeber der „Eudialytgruppe“ mit der System-Nr. 64.01.01 innerhalb der Unterabteilung „Ringsilikate: Ringe mit anderen Anionen und insularen Silikatgruppen mit gemischten Ringtypen“ zu finden.

## Kristallstruktur
Eudialyt kristallisiert in der trigonalen Raumgruppe R3m (Raumgruppen-Nr. 166) mit den Gitterparametern a = 14,26 Å und c = 30,05 Å sowie 3 Formeleinheiten pro Elementarzelle.

## Eigenschaften
Eudialyt zeichnet sich dadurch aus, dass er sich außerordentlich leicht Verflüssigen lässt. Vor dem Lötrohr schmilzt er sehr schnell zu einer blassgrün gefärbten Glasperle, ohne dabei die Flamme zu färben. Des Weiteren ist das Mineral auch sehr empfindlich gegenüber Säuren. Schon mit kalten Säuren übergossen entfärbt sich Eudialyt sehr schnell und gelatiniert darin leicht und vollständig. Auch durch Glühen geht diese Eigenschaft nicht verloren, sie erfordert zum vollständigen Gelatinieren allerdings die Mitwirkung einer schwachen Digestionswärme (etwa Körperwarm zwischen 28 und 30 °C bzw. max. 40 °C).
Eudialyt ist schwach radioaktiv mit einer spezifischen Aktivität von etwa 158,2 Bq/g (zum Vergleich: natürliches Kalium 31,2 Bq/g).

## Modifikationen und Varietäten
Eukolit, Eucolit oder auch Barsanovit enthält auch Cer und Lanthan und ist eine weichere Varietät des Eudialyts mit verändertem Aussehen.

## Bildung und Fundorte

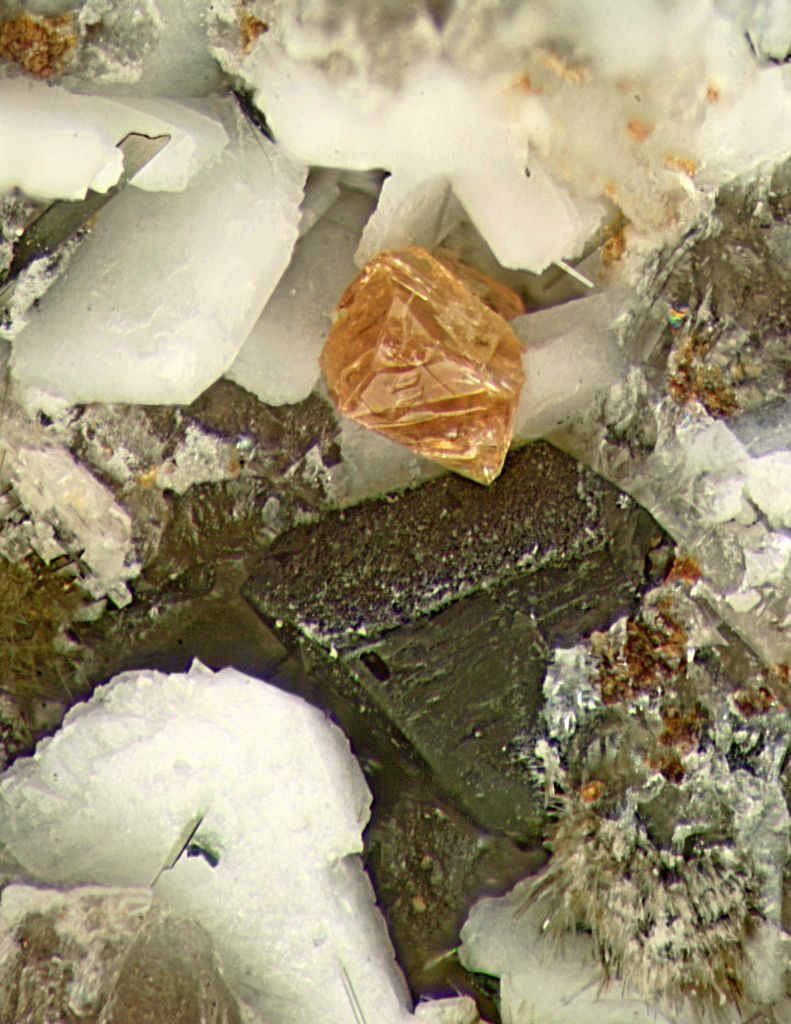
Eudialyt (bräunlichgelb), Arfvedsonit (schwarz) und Mikroklin (weiß) aus der Grube „Demix-Varennes“ zwischen Saint-Amable und Varennes, Québec, Kanada (Sichtfeld 2,2 × 2,9 mm)

Eudialyt bildet sich in magmatischen Gesteinen wie Nephelin-Syenit oder -Pegmatit. Dort tritt es in Paragenese mit Aegirin, Nephelin und/oder Mikroklin auf.
Als eher seltene Mineralbildung kann Eudialyt an verschiedenen Fundorten zum Teil reichlich vorhanden sein, insgesamt ist er aber wenig verbreitet. Weltweit sind bisher rund 250 Fundstätten für Eudialyt dokumentiert (Stand 2022), so unter anderem in New South Wales, Queensland und Tasmanien (Australien); den nördlichen und südlich bis südöstlichen Regionen von Brasilien; Liaoning (China); außer in seiner Typlokalität Kitaa noch in Tunu auf Grönland; Los Island in Guinea (Afrika); British Columbia, Québec (Mont St. Hilaire), Neufundland und Labrador (Kanada); Antsiranana auf Madagaskar; Langesundsfjord in Norwegen; mehreren Regionen in Russland (Kukisvumchorr, Khibinymassiv, Kola); Böhmen in Tschechien; sowie einigen Regionen der USA.

## Verwendung als Schmuckstein
Eudialyt findet aufgrund seiner lebhaften Färbung in Verbindung mit anderen Mineralen beispielsweise im Gestein Syenit gelegentlich Verwendung als Schmuckstein. Meist wird er in Form von Trommelsteinen oder Cabochonen angeboten, aber auch Facettenschliffe wurden schon angewandt.